# 段智廉
段 智廉（だん ちれん）は、大理国の19代国王（後大理国としては第5代）。
南宋に遣使して、『大蔵経』1465部を持ち帰らせ、五華楼に置かせた。